# 184318 Fosanelli
184318 Fosanelli è un asteroide della fascia principale. Scoperto nel 2005, presenta un'orbita caratterizzata da un semiasse maggiore pari a 2,6180771 UA e da un'eccentricità di 0,0764913, inclinata di 7,95702° rispetto all'eclittica.